# Nicotiana paa
Nicotiana paa là loài thực vật có hoa trong họ Cà. Loài này được Mart.-Crov. mô tả khoa học đầu tiên năm 1978.